# 皮里半島
皮里半島是南極洲的半島，位於南奧克尼群島的勞里島中央，長6公里，該半島在1903年由蘇格蘭的探險隊探測，該地區被國際鳥盟列為重點鳥區，是14,000雙南極企鵝的棲息地。
60°42′S 44°39′W / 60.700°S 44.650°W